# Rahan (fumetto)
Rahan, fils des âges farouches è una serie a fumetti francese scritta da Roger Lécureux e illustrata da André Chéret. La serie è uscita in edicola dal 24 febbraio 1969 sul primo numero del giornale Pif Gadget.
Alla morte di Roger Lécureux nel 1999, la sceneggiatura di Rahan è stata ripresa dal figlio Jean-François Lécureux, fino al 2010. La storia si svolge in un'epoca preistorica fittizia, che questo fumetto non pretende di descrivere in modo scientifico. La serie ha avuto una serie di modifiche per adattare la scenografia alle serie televisiva animata italo-francese del 2008, intitolata Rahan: Son of the Dark Age, prodotta dallo studio di animazione francese Xilam Film.

## Creazione del personaggio
I primi schizzi del personaggio proposti dal disegnatore André Chéret raffigurano individui dall'aspetto scimmiesco, ma non corrispondono alla visione dello sceneggiatore Roger Lécureux, che sceglie il disegno di un Barbaro della Gallia biondo e robusto.
In un'intervista, André Chéret ha dichiarato: "Ho dovuto solo spogliare il mio Barbaro. Gli ho lasciato un perizoma, ho sostituito la catena con un collare ad artiglio e l'ho armato con un coltello. È nato Rahan!

## Storia
Le avventure di Rahan si svolgono in una versione immaginaria della preistoria dove gli esseri umani, "quelli che camminano in piedi", vivono accanto ai dinosauri e sopravvivono combattendo contro le bestie selvagge.
Quando i suoi genitori vengono uccisi dai gorak (tigri dai denti a sciabola), il giovane Rahan viene adottato dal clan della Montagna Blu, ai piedi di un vulcano inattivo. Il padre adottivo, il saggio Craô, gli insegna la generosità, il coraggio, la tenacia, la lealtà e la saggezza.
Un giorno, la Montagna Blu erutta. Poco prima di morire, il saggio Craô dona a Rahan la sua collana di cinque artigli, che simboleggiano ciascuna delle qualità umane che gli aveva insegnato e che Rahan dovrà dimostrare nel corso della sua vita.
Ora, come unico sopravvissuto del suo clan, Rahan vaga per molti territori e acquisisce una solida esperienza nella caccia e nella sopravvivenza. Come sfida, il giovane si impadronisce di un'arma appartenente a un clan nemico, una sciabola d'avorio bianca che non lo abbandonerà quasi mai; è una delle poche volte che Rahan infrange le regole. Con la sua sciabola come unica arma, affronta spesso le bestie selvagge e scandisce le sue vittorie con un grido trionfale ("Raaahaa!"), con le braccia alzate.
Risolvendo molti problemi e misteri, Rahan ascolta sempre le persone che incontra lungo il cammino. Attento osservatore della natura, trasforma spesso le sue osservazioni in invenzioni, che non esita a condividere con i suoi simili. Fu così che inventò molte trappole, ma anche l'ago e la sua cruna, il principio del montacarichi o l'amo da pesca, che sono solo alcuni esempi tra i tanti. Continua anche la sua ricerca della "tana del Sole".
Nel corso delle sue avventure, Rahan combatte spesso contro maghi e sciamani che abusano della credulità dei loro seguaci per esercitare la loro influenza e dittatura su di loro. Sfidando i loro metodi, Rahan libera i suoi simili dalle loro superstizioni e dalla loro sottomissione. Questa trama funge spesso da filo conduttore nelle storie dei personaggi.

## Personaggio
Rahan è un homo sapiens dalla pelle bianca e dai lunghi capelli biondi. È di media altezza, ha una muscolatura magra e snella e indossa come unico indumento un perizoma di pelle fatto da sé.
I suoi unici beni sono una spada d'avorio (custodita in un fodero di pelle, fissato al perizoma) e la collana a cinque artigli, simbolo dei valori trasmessi dal saggio Crâo.

## Universo circostante
Le avventure di Rahan sono ambientate in una preistoria immaginaria e romanzesca; molto vagamente basate sulla realtà e favorevoli a varie fantasie come il confronto tra l'eroe e i dinosauri.

## Pubblicazioni

### Périodici
- Pif Gadget n. 1; 7; 12; 17 et régulièrement par histoires complètes de 20 planches en général.
- Vaillant n. 1377 bis (Pif Gadget hors-série, 1971)
- Rahan n. 1 à 27 (trimestriel ou bimestriel, 1972-1977)
- Rahan nouvelle collection n. 1 à 36 (bimestriel, 1978-1984)
- Rahan l'intégrale n. 1 à 42 (mensuel, 1984-1987, intégrale de 1969 à 1983)

### Albums
Éditions Hachette
1. Les Âges farouches (1973)

Éditions du Kangourou
1. Rahan et le démon des marais (1974)
2. Territoires interdits (1975)

Édition GP Rouge et Or
1. Le Coutelas perdu (1980)
2. Le Trésor de Rahan (1980)
3. Le Spectre de Taroa (1981)
4. La Mort de Rahan (1981)
5. Celles qui marchent debout (1981)

Éditions Messidor - La Farandole
1. Le Maître des fauves (1986)
2. Le Grand Amour de Rahan (1986)
3. La 3e Vie de Rahan (1987)

Éditions J’ai Lu BD
1. L’Homme sans cheveux (1989)
2. L’Enfance de Rahan (1990)

Éditions Novedi et Dupuis
Les Nouvelles Aventures de Rahan
1. Rahan contre « le temps » (1991)
2. La Mangeuse d’hommes (1992)
3. Rahan-le-tueur (1993)

Soleil Productions
- Tout Rahan T. 1 à 25 (couvertures grises, 1992-1997)
- Le Petit Rahan T. 1 à 4 (1994-1995)
- Rahan et le chasseur-loup (1996)
- Rahan et l’homme de Tautavel (1997)
- Les Inédits (1998)
- L’Intégrale Rahan T. 1 à 25 (couvertures noires, [1998-2011)
- Tout Rahan T. 26 à 28 (couvertures grises, édition limitée pour les collectionneurs de la 1re intégrale)
- Les Fantômes du Mont-Bleu (2015)
- collection «Frédérique»:
  1. Comme aurait fait Craô
  2. Les Longues Crinières
  3. Le Clan sauvage
  4. Les Chasseurs de foudre
  5. Les Hommes sans cheveux
  6. Le Maître des fauves

Éditions Lécureux
1. Le Mariage de Rahan (1999)
2. La Montagne fendue (2000)
3. Les Fils de Rahan (2002)
4. Les Bêtes folles (2003)
5. Le Secret de Solutré (2004)
6. La Liane magique (2005)
7. Le Combat de Pierrette (2006)
8. Le Trésor de Bélesta (2007)
9. La Horde des bannis (2008)
10. La Légende de la grotte de Niaux (2009)
11. L'Incroyable Romain la roche (2010)

Éditions Philippe Auzou
- Les aventures de Protéo

1. Le dragon du mont-tombe, scénario : Jean-Gérard Imbar dessin: André Chéret, couleurs : Chantal Chéret (1985)

### Collezione completa
Da gennaio 2012 a maggio 2013, Altaya Editions ha pubblicato una collezione intitolata Rahan - La Collezione era venduta in edicola ma anche in abbonamento, con omaggi offerti (figurine, poster, disegni promozionali). Sono stati pubblicati 67 albi rilegati con copertina in cartone cerato, per un totale di 190 storie, con una periodicità di un numero a settimana. La collezione è presentata con un fregio disegnato e dipinto da André Cheret.
Le trame sono tutte presentate a colori nell'ordine cronologico della loro pubblicazione originale, dal 1969 al 2010 (a parte la prima avventura che risale al 1974). Può quindi essere considerata una serie "completa" delle avventure di Rahan.

## Analisi
Nella serie, Rahan mostra un radicale scetticismo religioso, che porta a diffidare delle figure artistiche utilizzate dai cattivi per manipolare i creduloni. Rahan dimostra che si tratta solo di rappresentazioni.

## Apparizioni in altri media

### Televisione
- Rahan, fils des âges farouches (1986), serie animata francese basata sul fumetto.
- Rahan (2010), seconda serie animata.

### Cinema
Nel 2003 è stato annunciato un lungometraggio francese intitolato Rahan, con Christophe Gans alla regia e Jean-François Henry alla sceneggiatura. L'attore Mark Dacascos è stato contattato per interpretare il figlio. Il budget del lungometraggio era di circa 40 milioni di euro.
A differenza del fumetto, il film sarà ambientato in una realtà storica, più precisamente durante l'era glaciale di Würm (30.000 anni prima della nostra era), quando gli uomini di Cro-Magnon si spostarono da un continente all'altro. Una lingua preistorica viene addirittura inventata ai fini del film da François Rastier, dottore in linguistica e direttore di ricerca presso il CNRS. Il produttore Marc du Pontavice ha annunciato "un film selvaggio e organico, un film d'atmosfera, con un'estetica vicina al documentario ". Il progetto è stato infine abbandonato nel 2006.
Nell'ottobre 2020, l'attore e regista francese Michaël Youn ha annunciato un nuovo progetto di adattamento tramite la casa di produzione Monkey Pack Films. Non è stato specificato se il film sarà fedele al tono serio del fumetto o se sarà adattato come una commedia.

### Mostre
- Dal 9 febbraio al 30 aprile 2016, mostra alla Maison de la BD di Blois.[12]
- Dal 8 marzo al 5 novembre 2017, exposition «Rahan, la préhistoire revisitée» à l'Arkéos Musée Parc Archéologique di Douai.[13]
- Dal 22 dicembre 2017 al 27 gennaio 2018, exposition à la galerie Huberty & Breyne di Paris.[14]

## Parco Rahan
Nel giugno 2004 è stato inaugurato a Saint-Léon-sur-Vézère (Dordogna) il parco avventura "Rahan". Ma purtroppo dopo 12 mesi ha chiuso.

## Processo
Nel 1972, la casa editrice Vaillant affidò il disegno di Rahan a Guido Zamperoni senza il consenso di André Chéret e senza nemmeno averlo avvertito. L'editore ha voluto soddisfare la domanda generata dal crescente successo del personaggio di Pif Gadget. Messo di fronte al fatto compiuto, Chéret, giudicando che lo stile del collega italiano non fosse adatto a Rahan, preferì farsi assistere da altri tre artisti all'interno di uno studio. Purtroppo, il tempo che dedicava alla loro formazione andava a scapito di quello dedicato al disegno e questa soluzione fu abbandonata dopo un anno. Chéret lavorò per un certo periodo in coppia con il disegnatore spagnolo Enrique Badía Romero e trovò questa collaborazione soddisfacente.
Quando gli fu rifiutato un anticipo sui diritti d'autore con la motivazione che non era un autore ma solo un "esecutore", André Chéret intentò diverse cause per veder riconosciuto il suo status di coautore, per il pagamento dei diritti d'autore per una ristampa, per il pregiudizio morale causato dalle copertine che distorcevano i suoi disegni e per plagio nei confronti di Romero. Ha vinto tutte e quattro le cause e ha raggiunto un accordo con Vaillant per continuare le avventure di Rahan.